# Луна (рок група)
Луна је бивши новоталасни бенд из Новог Сада.

## Историја
Луну је формирао песник Слободан Тишма, после распада његовог ранијег бенда, Ла Страда. Поред Тишме, који је био главни вокал и писац текстова, чланови бенда били су гитариста Зоран Булатовић Бале (бивши члан Пекиншке патке), Иван Феце Фирчи (бубњеви) и Јасмина Митрушић Мина (синтесајзер, вокал). Луна је био једини југословенски дарк арт, пост панк бенд.
Луна је снимила само један албум под називом „Нестварне ствари“. Албум је издат 1984. године у издавачкој кући Хелидон, када се бенд већ распао. После тога је Фирчи постао члан ЕКВ, а Тишма и Мина су основали бенд, користећи старо име Ла страда.
Иако никада није стекла толику популарност као неки други новоталасни бендови тог времена, Луна има статус полу-легендарног култног бенда. Године 2004. бенд се окупио за наступ на Егзиту.

## Чланови
- Зоран Булатовић Бале
- Слободан Тишма Деда
- Иван Феце Фирчи
- Јасмина Митрушић Мина

## Дискографија
- Нестварне ствари (1984, Хелидон)